# Galaxias Toluca
Galaxias Toluca är en ort i Mexiko.   Den ligger i kommunen Toluca och delstaten Mexiko, i den sydöstra delen av landet, 50 km väster om huvudstaden Mexico City. Galaxias Toluca ligger 2 592 meter över havet och antalet invånare är 1 669.
Terrängen runt Galaxias Toluca är en högslätt. Runt Galaxias Toluca är det tätbefolkat, med 266 invånare per kvadratkilometer. Närmaste större samhälle är Toluca, 12,2 km söder om Galaxias Toluca. Trakten runt Galaxias Toluca består till största delen av jordbruksmark.